# Bottrill Head
Das Bottrill Head (in Argentinien Cabo Garay) ist eine schroffe Landspitze an der Fallières-Küste des Grahamlands auf der Antarktischen Halbinsel. Sie liegt an der Ostseite des Bourgeois-Fjords und bildet die Nordseite der Einfahrt zum Dogs-Leg-Fjord.
Erstmals vermessen wurde die Formation 1936 bei der British Graham Land Expedition (1934–1937) unter der Leitung des australischen Polarforschers John Rymill. Eine neuerliche Vermessung nahm der Falkland Islands Dependencies Survey (FIDS) 1948 vor. Letzterer benannte die Landspitze nach Harold Bottrill (1895–1948), Vorstand und späterer Generaldirektor der Schifffahrtsgesellschaft Maclean & Stapledon S.A. im uruguayischen Montevideo, der sowohl Rymills Expedition als auch den FIDS bei ihren Arbeiten unterstützte. Namensgeber der argentinischen Benennung ist Pedro Garay, der am 26. Februar 1958 gemeinsam mit zwei weiteren Passagieren bei einem Hubschrauberabsturz an der Marguerite Bay ums Leben kam.